# マイナーリーグ
マイナーリーグ（英語: Minor league）とは、リーグ戦形式で対戦するスポーツの最上位リーグに対する下位リーグ、あるいは小規模なリーグを意味する語。
通常は北米プロ野球リーグの最高峰「メジャーリーグベースボール」の傘下リーグとなっている「マイナーリーグベースボール」を指して用いられる。

## 野球以外の北アメリカのプロスポーツリーグ
野球以外の北アメリカのプロスポーツリーグの場合は以下のとおり。
- アイスホッケーのNHLがメジャーリーグであり、NHL所属チームが本拠地としていない都市を本拠地としたプロやセミプロのチームで構成される独立リーグがマイナーリーグにあたり、その内のアメリカン・ホッケー・リーグはNHLとは直接傘下協定を結んでいないが、個々のチーム間でMLB－MiLBチームでの選手育成契約に相当する契約が締結され、MiLB同様な育成機関として機能している。
- バスケットボールのNBAがメジャーリーグであり、独立リーグのコンチネンタル・バスケットボール・アソシエーションやアメリカン・バスケットボール・アソシエーション、そしてNBA自らが組織化に関与し育成リーグとして傘下に入れているNBAデベロップメント・リーグがマイナーリーグにあたる。
- アメリカンフットボールではNFLがメジャーリーグであり、第二次世界大戦をはさむ期間に3つのプロ・マイナーリーグが存在した[1]が、現時点で北アメリカ内にセミプロリーグは多数あるものの統一的経営機構があるものはなく、NFLが普及を兼ねた育成リーグとして組織しているNFLヨーロッパのリーグ戦やカレッジフットボールに対してというより、人気のあるプロスポーツリーグという意味あいが大きい。
- サッカーのメジャーリーグサッカーはMLBにならって命名されたリーグであるが、MLBのような傘下の下位リーグはない。しかし、純然たる独立リーグのユナイテッドサッカーリーグは競技階層としては下位にあり、マイナーリーグ・育成リーグの機能を果たしている。